# Communauté de communes de Bernay et des Environs
Die Communauté de communes de Bernay et des Environs (CCBE) ist ein ehemaliger französischer Gemeindeverband mit der Rechtsform einer Communauté de communes im Département Eure in der Region Normandie. Sie wurde am 31. Dezember 1999 gegründet und umfasste 14 Gemeinden, die sich rund um den Verwaltungssitz im Ort Bernay gruppierten.

## Historische Entwicklung
Mit Wirkung vom 1. Januar 2017 fusionierte der Gemeindeverband mit
- Communauté de communes du Canton de Broglie,
- Intercom du Pays Brionnais,
- Communauté de communes du Canton de Beaumesnil sowie
- Intercom Risle et Charentonne

und bildete so die Nachfolgeorganisation Intercom Bernay Terres de Normandie.

## Ehemalige Mitgliedsgemeinden
1. Bernay
2. Caorches-Saint-Nicolas
3. Corneville-la-Fouquetière
4. Courbépine
5. Malouy
6. Menneval
7. Plainville
8. Plasnes
9. Saint-Aubin-le-Vertueux
10. Saint-Clair-d’Arcey
11. Saint-Léger-de-Rôtes
12. Saint-Martin-du-Tilleul
13. Saint-Victor-de-Chrétienville
14. Valailles